# Milton Obote
Milton Obote (Akoroko, Uganda, 1924. december 28. – Johannesburg, Dél-afrikai Köztársaság, 2005. október 10.) Uganda első miniszterelnöke.
Az acholi-langi törzs tagja volt; hatalomra kerülése után a legtöbb kulcspozíciót saját törzsének tagjai kapták. Legfőbb célja az volt, hogy valahogy egységessé kovácsolja a 14 milliós ugandai népet. 1971-ben a legfőbb támogatójának tartott Idi Amin Dada megdöntötte uralmát, mikor Szingapúrban volt tárgyalni. Ezután Tanzániában kapott politikai menedékjogot. 1979-ben, amikor a tanzániai hadsereg megdöntötte Idi Amin Dada diktatúráját, újra elnökké választották. 1985-ben ismét puccs következtében megdöntötték Obote hatalmát, aki ezt követően ismét száműzetésbe vonult. Egy dél-afrikai kórházban halt meg 2005-ben.